# Liebestod (film)
Liebestod è un film per la televisione del 2000 diretto da Stephan Wagner.